# Edoardo Vianello
Pour les articles homonymes, voir Vianello.
Edoardo Vianello (né le 24 juin 1938 à Rome) est un chanteur italien.

## Biographie
Edoardo Vianello est principalement connu pour sa chanson Abbronzatissima en 1963.

## Discographie

### Singles
- 1963: Guarda Come Dondolo
- 1962: Sul Cucuzzolo della Montagna
- 1962: Il Peperone